# Dragacz (gemeente)
De gemeente Dragacz is een landgemeente in het Poolse woiwodschap Koejavië-Pommeren, in powiat Świecki.
De zetel van de gemeente is in Dragacz.
Op 30 juni 2004 telde de gemeente 7023 inwoners.

## Oppervlakte gegevens
In 2002 bedroeg de totale oppervlakte van gemeente Dragacz 111,14 km², waarvan:
- agrarisch gebied: 51%
- bossen: 27%

De gemeente beslaat 7,55% van de totale oppervlakte van de powiat.

## Demografie
Stand op 30 juni 2004:
| Omschrijving                   | Totaal | Totaal | Vrouwen | Vrouwen | Mannen | Mannen |
| ------------------------------ | ------ | ------ | ------- | ------- | ------ | ------ |
| eenheid                        | aantal | %      | aantal  | %       | aantal | %      |
| inwoners                       | 7023   | 100    | 3526    | 50,2    | 3497   | 49,8   |
| bevolkingsdichtheid (inw./km²) | 63,2   | 63,2   | 31,7    | 31,7    | 31,5   | 31,5   |

In 2002 bedroeg het gemiddelde inkomen per inwoner 1345,33 zł.

## Plaatsen
Sołectwa: Wielkie Stwolno, Bratwin, Michale, Dragacz, Wielki Lubień, Wielkie Zajączkowo, Fletnowo, Dolna Grupa, Górna Grupa, Mniszek, Grupa en Grupa-Osiedle.
Overige plaatsen: Nowe Marzy, Stare Marzy

## Aangrenzende gemeenten
Chełmno, Grudziądz, Jeżewo, Nowe, Świecie, Warlubie